# طارند پایین
قویینک رخشانی
طارند پایین، روستایی از توابع بخش پیشوا شهرستان ورامین در استان تهران ایران است.

## جمعیت
این روستا در دهستان بهنام سوخته جنوبی قرار دارد و براساس سرشماری مرکز آمار ایران در سال ۱۳۸۵، جمعیت آن ۸۴۷ نفر (۱۸۸خانوار) بوده‌است.